# Edmond Henri Becker
Edmond Henri Becker (París, 20 de julio de 1871 - 2 de julio de 1971) fue un escultor, orfebre, joyero grabador y medallista francés. su obra se desarrolló dentro del estilo Art nouveau y posteriormente Art déco.

## Datos biográficos
Edmond Henri Becker fue alumno de Charles Valton (1851 - 1918).
Fue miembro de la Sociedad de artistas franceses -fr- donde expuso desde 1892. Obtuvo una medalla de primera clase en 1911.

## Medallas
- Medalla San Vicente de Paúl (1576-1660).